# جهان گو ۲
جهان گو ۲ (به انگلیسی: World of Goo 2) یک بازی ویدئویی معمایی مبتنی بر فیزیک در سال ۲۰۲۴ است که توسط شرکت مستقل بازی ۲دی بوی و تومورو کورپوریشن ساخته شده است. این بازی دنباله جهان گو (۲۰۰۸) محسوب می‌شود. بازی در ۲ اوت ۲۰۲۴ پس از تأخیر در تاریخ انتشار اولیه منتشر شد.

## گیم‌پلی
این بازی مانند نسخه قبلی خود از ساخت سازه‌هایی با توپ‌های چسبنده برای حل معما تشکیل شده است.

## توسعه
ساخت دنباله‌ای برای جهان گو در ۸ دسامبر ۲۰۲۳ گزارش شد. در حالی که تاریخ انتشار در ابتدا برای ۲۳ مه ۲۰۲۴ تعیین شده بود، بعداً به اوت منتقل شد.

### انتشار
جهان گو ۲ برای رایانه‌های شخصی و نینتندو سوئیچ در ۲ اوت ۲۰۲۴ منتشر شد. در همان زمان، انتشار نسخه فیزیکی برای نینتندو سوییچ برای ۲۹ اکتبر ۲۰۲۴ اعلام شد.

## بازخورد
| گردآورنده | امتیاز                     |
| --------- | -------------------------- |
| متاکریتیک | پی‌سی: ۸۶/۱۰۰ سوئیچ: ۸۲/۱۰۰ |

| ناشر         | امتیاز |
| ------------ | ------ |
| نینتندو لایف | ۸/۱۰   |
| شک‌نیوز       | ۸/۱۰   |

بررسی‌های اولیه مثبت بودند و میانگین منتقدان برتر در اوپن‌کریتیک ۸۲/۱۰۰ بود. نینتندو لایف این بازی را «دنباله‌ای فوق‌العاده برای یک کلاسیک به یاد ماندنی» نامید.